# Marathon, Hy Lạp
Marathon (tiếng Hy Lạp Demotic: Μαραθώνας, Marathónas; Attic/Katharevousa: Μαραθών, Marathṓn) là một thị trấn ở Hy Lạp và là địa điểm của trận Marathon vào năm 490 trước Công nguyên, trong đó quân đội đông hơn Athen đã đánh bại Ba Tư. Truyền thuyết kể rằng Pheidippides, một người Hy Lạp herald trong trận chiến, đã được gửi chạy từ Marathon đến Athens để thông báo chiến thắng, đó là cách mà cuộc đua chạy marathon được hình thành trong thời hiện đại..

## Lịch sử

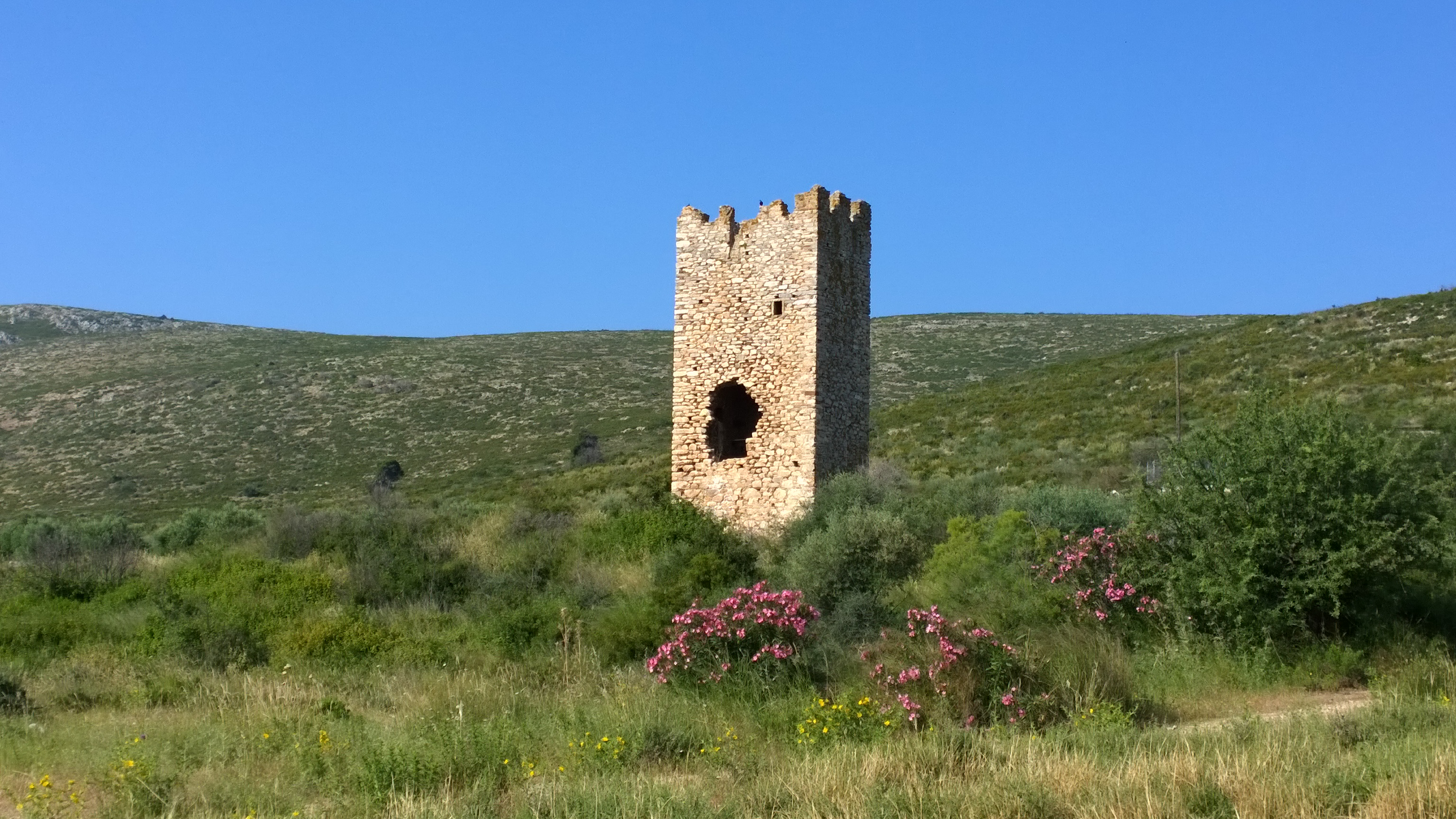
Phê tích tháp Frank gần Marathon

Tên gọi "Marathon" (Μαραθών) xuất phát từ cây cỏ tiểu hồi hương, gọi là marathon (μάραθον) hay marathos (μάραθος) trong tiếng Hy Lạp cổ đại, do đó Marathon 
nghĩa đen là "một nơi đầy cây tiểu hồi hương".
Người ta tin rằng thị trấn ban đầu được đặt tên như vậy vì có rất nhiều cây tiểu hồi hương trong khu vực.